# Велосипед с вальным приводом

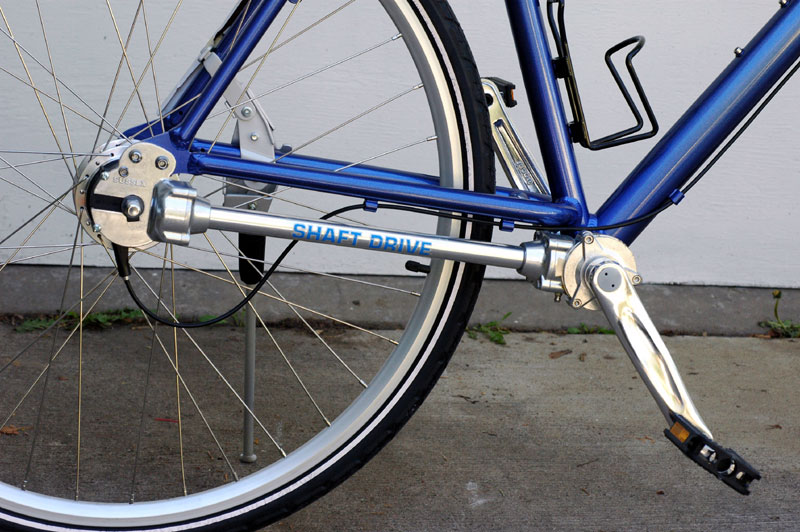
Велосипед Dynamic «Runabout» с вальным приводом компании Sussex

Велосипед с вальным приводом — класс велосипедов, в которых передача крутящего момента от кареточного узла к колесу происходит через вал (в разговорной речи такую передачу могут называть карданной, хотя в конкретном устройстве нет карданного шарнира), с зубчатой передачей, состоящей из двух конических.
Вальный велосипедный привод был запатентован в конце XIX века, но не получил широкого распространения вследствие сложной технологии производства и невозможности изменения передаточного отношения трансмиссии. Только в первом десятилетии XXI века развитие технологий позволило сравнять передаточные отношения цепных приводов и внутривтулочных редукторов, что привело к появлению на рынке небольшого количества серийных велосипедов с вальными приводами.

## История

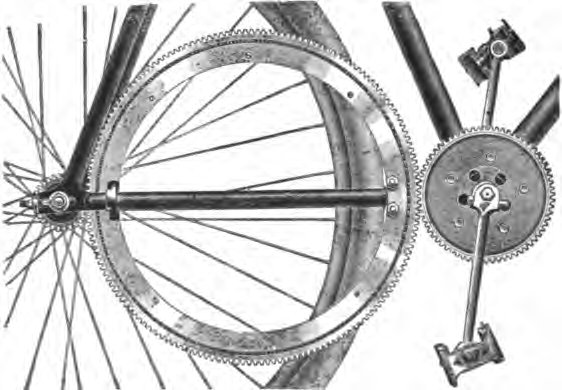
Привод Хилдика, не совсем удачная альтернатива цепи, 1898 г.

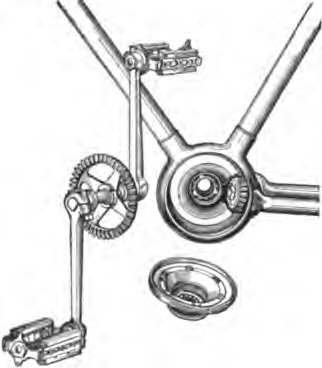
Эскиз вального велосипедного привода с коническими шестернями, 1898 г.

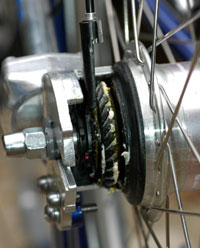
Задняя коническая шестерня.

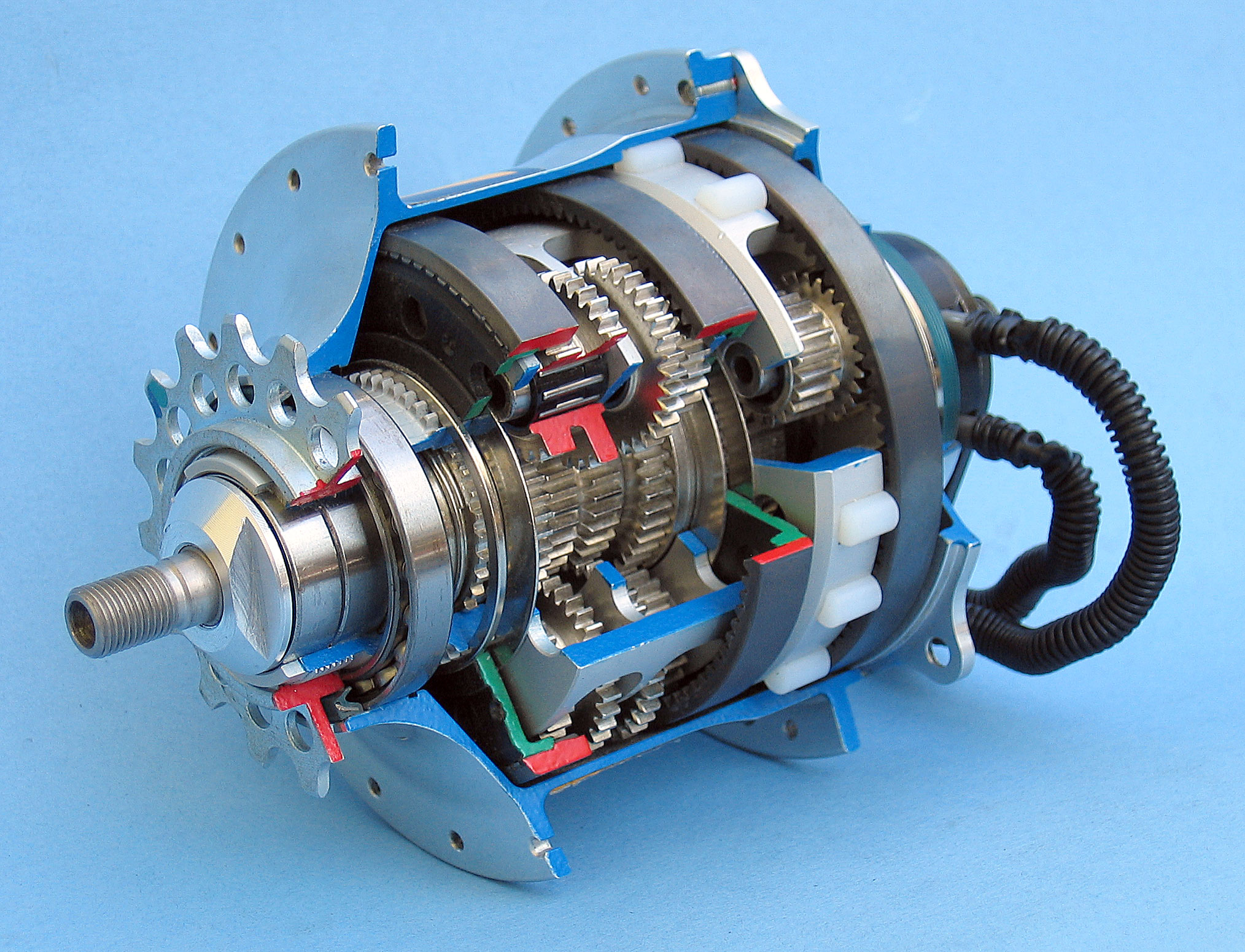
Rohloff-планетарный механизм переключения передач, встроенный в заднюю втулку.

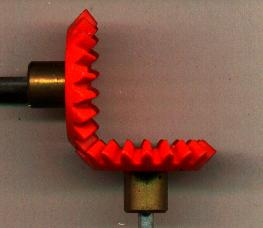
Коническая зубчатая передача

Гипоидная зубчатая передача

В конце XIX века многие изобретатели и конструкторы пытались создать бесцепные велосипедные приводы. Кроме вала предлагалось множество других альтернатив цепи, но только вальный привод получил дальнейшую практическую реализацию.
Первые вальные приводы для велосипедов были изобретены в 1890 году независимо друг от друга в США и Великобритании. А. Фернхед (англ. A. Fearnhead) создал такой привод в Лондоне в 1890 г. и запатентовал его 1891 году. В его прототипе вал вращался внутри трубки, которая находилась над пером рамы, в более поздних моделях вал вращался непосредственно внутри пера. В США, Вальтер Стиллман (англ. Walter Stillman) подал заявку на патент для велосипедного вального привода десятого декабря 1890 года. Патент был выдан 21 июля 1891 года.
Вальный привод не был хорошо принят в Англии, поэтому в 1894 году Фернхед привёз его в США, где компания Pope Manufacturing Company (англ.) купила эксклюзивные права на это изобретение на территории США.
Любопытно, что известный конструктор велосипедов того времени, профессор Арчибальд Шарп (англ. Archibald Sharp), был против вала; в своей классической книге «Велосипеды и трициклы» 1896, он пишет:
Механизм Фернхеда .... если бы можно было изготавливать конические шестерни с большой точностью и минимальными затратами, то можно было бы сказать, что передачи такого типа смогли бы заменить цепной привод, но факт того, что зубья конических шестерен невозможно фрезеровать с необходимой точностью, является серьёзным препятствием для его практического внедрения.Archibald Sharp, 1896
Производство вальных приводов в США начались уже в 1893 году компанией League Cycle Company. Вскоре после этого, французская компания Metropole выпускает бесцепной велосипед «Acatane». В 1897 году начинается массовое производство бесцепных приводов в США по лицензии компании League Cycle Company. В 1898-99 годах бесцепные велосипеды становятся довольно популярными, но количество их продаж заметно меньше, чем классических велосипедов, из-за относительно высокой цены.
Вальные велосипеды были также несколько менее эффективным, чем обычные велосипеды. Около восьми процентов потерь энергии приходилось на передачи, в частности, из-за ограниченных производственных технологий того времени. Заднее колесо было труднее снять, чтобы заменить покрышку или камеру. Многие из этих недостатков были преодолены в двадцатом веке.
В 1902 году компания Hill-Climber выпустила на рынок трёхскоростной велосипед с приводом от вала, в котором разные передаточные отношения был реализованы тремя наборами конических шестерён. Хотя небольшое количество бесцепных велосипедов производилось, по большей части, велосипеды с валом исчезли из вида на протяжении большей части 20-го века.
Однако до сих пор существует ниша на рынке велосипедов, которую занимают велосипеды с вальным приводом, особенно в секторе дорожных (городских) велосипедов. И есть ряд производителей, которые предлагают такие велосипеды, либо как часть более широкого класса, либо как отдельный класс велосипедов.

## Технические особенности
Для обеспечения возможности переключения передач приводной вал соединяют с встроенным в заднюю втулку (ступицу) редуктором. На сегодняшний день можно выделить три наиболее крупных производителя встроенных (внутренних) редукторов, которые можно использовать с вальным приводом, это Shimano, SRAM и Sturmey-Archer.
Использование конических шестерён позволяет развернуть ось крутящего момента, который идёт от педалей, на 90 градусов. Для передачи крутящего момента к заднему колесу требуется две пары конических шестерён (Z-образная передача), одна возле кареточного узла, вторая возле втулки заднего колеса. Конические шестерни — самый эффективный способ изменения угла оси вращения, они обеспечивают меньшее трение по сравнению с червячными передачами — механический КПД такой передачи высокий по сравнению с червячной.